# Jean Braque
Jean Braque, était un prélat français du XIVe siècle, évêque de Troyes.

## Biographie
Il est le fils de Nicolas Braque et devient Jean VI évêque de Troyes en 1370.
Il est mort le 10 août 1375, et repose derrière le grand autel de la cathédrale de Troyes.

Extrait de "L'Aube" édition du 9 août 1874 : "Mort de l'évêque Jean Braque. Comme il était alors d'usage, le chœur fut jonché de paille. A l'église St-Etienne de Troyes , il y avait jonchée de fleurs. Le revenu de la terre de Bouranton servait à en payer la dépense."